# ماجيك آي (برنامج)

ماجيك (بالكورية : 매직아이 و ينطق بالعربية : ميجيج آي و يترجم إلى العربية : العين السحرية ) هو عبارة عن برنامج حواري كوري جنوبي بدأ بثه في كوريا الجنوبية في 8 يوليو 2014 ، في ليالي الثلاثاء الساعة 11 : 15 مساء بتوقيت كوريا الجنوبية على شبكة نظام بث سول ( إس بي إس ) . و تم عرض البرنامج لأول مرة كبرنامج تجريبي في 13 مايو 2014 ، وعندما تم عرضه لأول مرة كبث تجريبي لقي استجابة إيجابية . وقد استضافته المغنية لي هيو ري والممثلة Moon So-ri وعارضة الأزياء Hong Jin-kyung والممثل الكوميدي Kim Gu-ra . ركز البرنامج على القصص الإخبارية التي ربما فاتها المشاهدون ، بهدف العثور على 1 ملم مخفي من العالم. كان Magic Eye أول برنامج تلفزيوني كوري يدمج البث الصوتي في البرنامج. يمكن للمشاهدين الاستماع إلى لقطات غير معروضة وتعليقات من وراء الكواليس عبر الإنترنت بعد بث العرض.
تم إلغاء البرنامج بسبب التقييمات المنخفضة التي تلقها البرنامج في الفترة الأخيرة ، وعرضت الحلقة الأخيرة في 18 نوفمبر 2014 .

## شكل
تم تقسيم Magic Eye إلى قسمين:
- ( بالكورية : 선 을 정하는 뉴스  بالعربية :  أخبار اختيار الخط ) [الحلقات من 1 إلي 6] ، والتي استضافها لي هيو ري و مون سو -ري و هونج جين كيونج  ، و تضمنت قصصا عن قضايا الحياة اليومية للمشاهدين  وتهدف إلى رسم الخط لهم . عرض البحث عن القصص المخفية (숨은 얘기 찾기) [الحلقات 1-4] ، الذي استضافه Kim Gu-ra والمذيع Bae Sung-jae ، عثور المضيفين مباشرة على أشخاص وراء القصص المخفية وإجراء مقابلات على الفور.

تم توحيد العرض في برنامج واحد مع انضمام كيم جو - را إلى المضيفات الثلاث الأخريات بتنسيق مشابه لبرنامج لين تشوس نيوز Line Choice News ، وذلك بدأ من 19 أغسطس 2014.

## روابط خارجية
- باللغة الكورية Magic Eye Official Homepage